# غرفة القراءة بالمتحف البريطاني
غرفة القراءة بالمتحف البريطاني هي غرفةٌ تاريخيّةٌ تقعُ في وسطِ ما يُعرَف بالمحكمة الكبرى (بالإنجليزية: Great Court)‏ في المتحف البريطاني، وهي الآن غرفة القراءة الرئيسية بالمكتبة البريطانية. صمَّمَ هذه الغرفة سيدني سميرك وافتُتحَت في عام 1857، حيثُ كانت غرفة القراءة قيد الاستخدام المستمر حتى إغلاقها المؤقت للتجديد في عام 1997. أعيد افتتاحها في عام 2000، ومن عام 2007 إلى عام 2017 استُخدمَت لإقامة معارض مؤقتة. كانت الغرفة حتى عام 2021 مغلقةً أمامَ الجمهور بينما يظلُّ استخدامها في المستقبل قيد المناقشة.

## تاريخ

### البناء والتصميم
في أوائل خمسينيات القرن التاسع عشر، كانت مكتبة المتحف في حاجة إلى غرفة قراءة أكبر، وابتكر أنطونيو بانيزي، أمين الكتب المطبوعة آنذاك، بعد فكرة منافِسة سابقة قدمها ويليام هوسكينج، بفكرة غرفة مستديرة في الفناء المركزي. صُمِّمَ المبنى من قبل سيدني سميرك وتم تشييده بين عامي 1854 و1857. استخدم المبنى الحديد والخرسانة والزجاج وأحدث التقنيات في التهوية والتدفئة. يبلغ قطر القبة، المستوحاة من البانثيون في روما، 42.6 مترًا ولكنها ليست قائمة بذاتها من الناحية الفنية: شُيّدت في مقاطع من الحديد، أما السقف فهو معلَّق ومصنوعٌ من الورق المعجَّن. أكوام الكتب المبنية حول غرفة القراءة مصنوعة من الحديد لتحمل الوزن الهائل وإضافة الحماية من الحرائق. كان هناك أربعون كيلومترًا من الأرفف قبل نقلِ المكتبة إلى الموقع الجديد.

### مكتبة المتحف البريطاني
افتُتحَت قاعة القراءة (أو غرفة القراءة) رسميًا في 2 مايو 1857 مع إعلانِ ما عُرف باسمِ «وجبة الإفطار» التي تضمَّنت الشمبانيا والآيس كريم. أقيم عرضٌ عام بين 8 و16 مايو، وجذب أكثر من 62000 زائر.
يجب على المستخدمين العاديين تقديم طلب كتابي والحصول على تذكرة قارئ من أمين المكتبة الرئيسي لزيارة الغرفة. خلال فترة المكتبة البريطانية، كان الوصول مقصورًا على الباحثين المسجلين فقط، ومع ذلك فقد كانت أوراق اعتماد القارئ متاحة بشكل عام لأي شخص يمكنه إثبات أنه كان باحثًا جادًا. استُخدِمَت غرفة القراءة من قِبل عددٍ كبيرٍ من الشخصيات الشهيرة، من أبرزهم سون يات سين، كارل ماركس، أوسكار وايلد، فريدريك هايك، ماركوس غارفي، برام ستوكر، المهاتما غاندي، روديارد كيبلينج، جورج أورويل، جورج برنارد شو، مارك توين، فلاديمير لينين (باستخدامِ الاسم جاكوب ريشتر )، فيرجينيا وولف، آرثر رامبو، محمد علي جناح، هربرت جورج ويلز، والسير آرثر كونان دويل.
بحلولِ عام 1973، فصلَ قانون المكتبة البريطانية لعام 1972 قسم المكتبة عن المتحف البريطاني، لكنه استمرَّ في استضافة المكتبة البريطانية المنفصلة الآن في نفس غرفة القراءة والمبنى مثل المتحف حتى عام 1997. لا تزال مكتبة المتحف البريطاني موجودة، ولكن اعتبارًا من عام 2021، فإن غرفة القراءة ليست مفتوحة للجمهور.

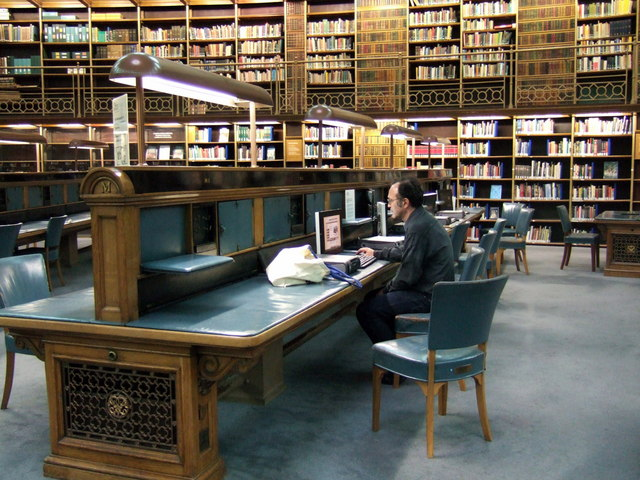
مكاتب القراءة

### الإغلاق والترميم
انتقلت المكتبة البريطانية بحلول عام 1997 إلى المبنى الخاص بها المشيّد خصيصًا بجوار محطة سانت بانكراس وتمت إزالة جميع الكتب والأرفف. كجزءٍ من إعادة تطوير المحكمة الكبرى، جُدّدت قاعة القراءة ورُمِّمَت بالكامل، بما في ذلك السقف الورقي المعجَّن الذي تم إصلاحه إلى نظام الألوان الأصلي، بعد أن خضع في السابق لعمليات تجديد جذرية. أُعيد فتح غرفة القراءة في عام 2000، مما سمح لجميع الزوار، وليس فقط حاملي تذاكر المكتبة، بالدخول إليها. احتوت على مجموعة من 25000 كتاب تُركّز على الثقافات الممثلة في المتحف جنبًا إلى جنب مع مركز المعلومات ومركز والتر وليونور أنينبيرج.

### المعارض
أزيلت بحلولِ عام 2007 الكتب والمرافق التي تم تركيبها في عام 2000، وأعيد إطلاق غرفة القراءة كمكان للمعارض الخاصة، بدءًا بمعرض يضم ضريح الإمبراطور الأول تشين. انتقلت المكتبة العامة للزوار (مكتبة بول هاملين) إلى غرفة يمكن الوصول إليها من خلال الغرفة الثانيّة المجاورة، ولكنها أغلقت نهائيًا في 13 أغسطس 2011. هذه مكتبة سابقة كان لها أيضًا مستخدمين متميزين، بما في ذلك لورد ماكولي ووليم ثاكري وروبرت براونينغ وجوزيبي مازيني وتشارلز داروين وتشارلز ديكنز. لم تعد غرفة القراءة مستخدمة للمعارض.
هذه قائمةٌ بمجموعة مختارة من المعارض السابقة:
| العرض                                                             | من             | إلى            |
| ----------------------------------------------------------------- | -------------- | -------------- |
| الإمبراطور الأول الصيني                                           | 13 سبتمبر 2007 | 6 أبريل 2008   |
| هادريان: الإمبراطورية والصراع                                     | 24 يوليو 2008  | 27 أكتوبر 2008 |
| شاه عباس: إعادة صنع إيران                                         | 19 فبراير 2009 | 14 يونيو 2009  |
| الصيف الهندي                                                      | مايو 2009      | سبتمبر 2009    |
| مونتيزوما: حاكم الأزتك                                            | 24 سبتمبر 2009 | 24 يناير 2010  |
| رسومات النهضة الإيطالية                                           | 22 أبريل 2010  | 25 يوليو 2010  |
| كتاب الموتى المصري القديم: رحلة عبر الآخرة                        | 4 نوفمبر 2010  | 6 مارس 2011    |
| كنوز السماء: القديسون والآثار والإخلاص في العصور الوسطى في أوروبا | 23 يونيو 2011  | 9 أكتوبر 2011  |
| <i id="mwpQ">الحج: رحلة إلى قلب الإسلام</i>                       | 26 يناير 2012  | 15 أبريل 2012  |
| شكسبير: تمثيل العالم                                              | 19 يوليو 2012  | 25 نوفمبر 2012 |
| الحياة والموت في بومبي وهيركولانيوم                               | 28 مارس 2013   | 29 سبتمبر 2013 |
| الفايكنج: الحياة والأسطورة                                        | 6 مارس 2014    | 22 يونيو 2014  |
| حياة قديمة، اكتشافات جديدة                                        | 22 مايو 2014   | 12 يوليو 2015  |
| ألمانيا: ذكريات أمة                                               | 16 أكتوبر 2014 | 25 يناير 2015  |
| السكان الأصليون في أستراليا: حضارات باقية                         | 23 أبريل 2015  | 2 أغسطس 2015   |
| الرسم بالفضة والذهب: ليوناردو لجاسبر جونز                         | 10 سبتمبر 2015 | 6 ديسمبر 2015  |
| الكلت: الفن والهوية                                               | 24 سبتمبر 2015 | 31 يناير 2016  |
| مصر: الإيمان بعد الفراعنة                                         | 29 أكتوبر 2015 | 7 فبراير 2016  |
| المدن الغارقة: عوالم مصر الضائعة                                  | 19 مايو 2016   | 27 نوفمبر 2016 |
| هوكوساي: ما وراء الموجة العظمى                                    | 25 مايو 2017   | 13 أغسطس 2017  |

## في الفن والثقافة الشعبية
غرفة القراءة بالمتحف البريطاني هي موضوع قصيدة تحمل اسم «غرفة القراءة بالمتحف البريطاني» للويس ماكنيس، كما أنّ هناك رواية كتبها ديفيد لودج عام 1965 ونشرها تحتَ عنوان المتحف البريطاني يسقط وفيها يتحدثُ عن غرفة القراءة القديمة، علاوةً على رواية «السقف الزجاجي» لأنابيل دونالد والتي صدرت عام 1994 وتتحدث أيضًا عن غرفة القراءة، وتحديدًا سقفها. استخدمَ ألفريد هيتشكوك غرفة القراءة وقبة المتحف البريطاني كموقع لذروة فيلمه الصوتي الأول ابتزاز (بالإنجليزية: Blackmail)‏ الذي صدر عام 1929. تشمل الأفلام الأخرى ذات المشاهد الرئيسية في غرفة القراءة فيلم ليلة الشيطان (بالإنجليزية: Night of the Demon)‏ الذي صدرَ عام 1957، وفي فيلم الرسوم المتحركة الياباني اقرأ أو مت (بالإنجليزية: Read or Die)‏ الذي صدرَ عام 2001، حيث تُستخدم الغرفة كمدخل سري إلى قسم العمليات الخاصة الخيالي في المكتبة البريطانية.
في القصة القصيرة للسير ماكس بيربوم، إينوك سواميس، التي نُشرت لأول مرة في مايو 1916، أبرم كاتب غامض صفقة مع الشيطان لزيارة غرفة القراءة بعد مائة عام، من أجل معرفة ما تُفكّر فيه الأجيال القادمة. ورد حديثٌ عن المتحف البريطاني وغرفة القراءة في الروايات الرومانسية لكلوديا داين وديب مارلو، كما أشارت فيرجينيا وولف إلى غرفة القراءة بالمتحف البريطاني في مقطع من مقالها عام 1929، غرفة تخص المرء وحده. حيثُ كتبت فيما معناه:
زارَ ريتشارد هنري دانا جونيور هو الآخر غرفة القراءة في 10 سبتمبر 1860 مع صديقه اللندني هنري تي باركر، وكتبَ فبما معناه: